# 밝은날개작은집박쥐
밝은날개작은집박쥐(Scotoecus albofuscus)는 애기박쥐과에 속하는 박쥐의 일종이다. 베넹과 콩고민주공화국, 코트디부아르, 감비아, 가나, 케냐, 말라위, 모잠비크, 나이지리아, 세네갈, 시에라리온, 남아프리카공화국, 남수단, 탄자니아, 우간다에서 발견된다. 건조 사바나 지역에서 서식한다.